# 小行星7365
小行星7365（世宗星）是一颗围绕太阳公转的小行星。1996年8月18日，渡邊和郎在札幌市发现了此天体。這顆小行星以朝鮮王朝第四代國王世宗的名字命名。
这颗小行星的绝对星等为181.07971等。